# 植村正勝
植村 正勝（うえむら まさかつ）は、戦国時代から安土桃山時代の武将。徳川家康の家臣。

## 生涯
幼少期から徳川家康に仕え、天文21年（1552年）のは18歳で御前で不届き者を捕らえた。永禄6年（1563年）三河一向一揆が蜂起すると、浄土真宗から浄土宗に改宗して一揆勢と戦った。後に軍奉行に任じられ、3000貫の地を与えられた。天野康景・高力清長とともに三河三奉行に任じられたともいう。また堀江城将、浜名城将を歴任し、姉川の戦いにも従軍する。元亀3年（1572年）三方ヶ原の戦いでは家康の逃走を警護して浜松城へ退き、天野康景と共に城門を守った。以後、長篠の戦い、高天神城の戦い、小牧・長久手の戦いなどに参戦。家康が駿府に移った時は浜松城将として残る。天正18年（1590年）小田原征伐では足柄の守備を任されたが、豊臣秀吉が女性たちを小田原へ招いた際には軍令に従ってこの通行を拒否した。そのため秀吉から怒りを買って改易となった。戦後は子の正元が相模鎌倉郡に所領を与えられたため、領内の柏尾に蟄居し、そこで余生を送った。